# Lasseter Highway
De Lasseter Highway is een autoweg in het Noordelijk Territorium van Australië. De weg verbindt Yulara, Kata Tjuṯa en Uluṟu met de Stuart Highway. Sinds 2003 is de weg volledig geasfalteerd en zelfs van betere kwaliteit dan de Stuart Highway zelf. De weg is genoemd naar Harold Lasseter.